# ایران در ۲۰۲۰
ایران در ۲۰۲۰ گاه‌شماری از مهم‌ترین رویدادها در سال ۲۰۲۰ در کشور ایران است.

## رویدادها

### ژانویه
۳ ژانویه

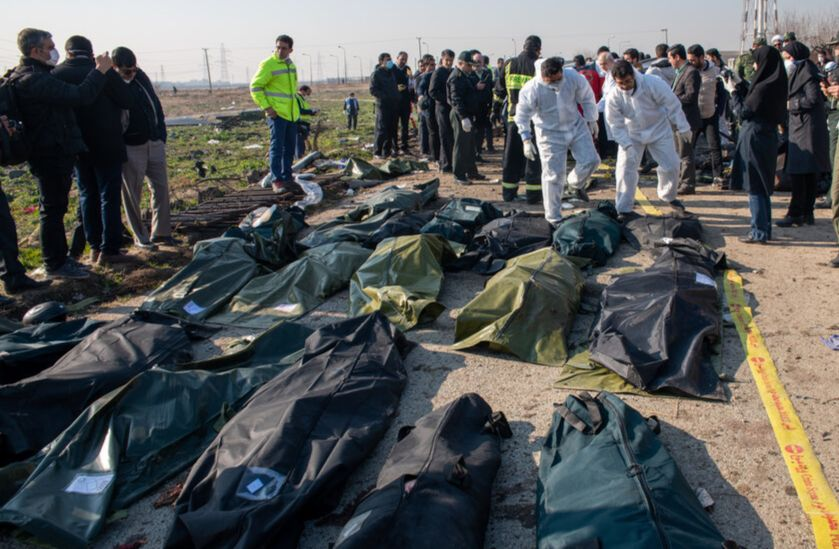
پرواز شماره ۷۵۲

- در عملیات آذرخش کبود ارتش ایالات متحده که در خروجی فرودگاه بین‌المللی بغداد ؛ قاسم سلیمانی فرمانده نیروی قدس سپاه پاسداران  را به قتل رساند.

۷ ژانویه
- هجوم شدید در تشییع جنازه قاسم سلیمانی باعث کشته شدن حداقل ۶۲ نفر و زخمی شدن بیش از ۲۰۰ نفر شد.

۸ ژانویه (۱۸ دی ۱۳۹۸)
- حمله موشکی ایران به دو پایگاه نظامی ایالات متحده در عراق.
- پرواز شماره ۷۵۲ هواپیمایی بین‌المللی اوکراین پس از مورد اصابت قرار گرفتن توسط دو موشک پدافند هوایی تور سپاه پاسداران درحوالی شاهد شهر و خلج آباد با ۱۷۶ مسافر و خدمه سقوط کرد. در این سانحه هوایی تمامی ۱۷۶ مسافر و خدمه(اغلبا ایرانی و کانادایی) جان خود را از دست دادند.

۹ ژانویه (۱۹ دی ۱۳۹۸)
- سقوط یک اتوبوس در استان مازندران، منجر به کشته شدن حداقل ۲۰ مسافر و زخمی شدن ۲۴ نفر دیگر شد.
- سیل‌های دی‌ماه ۱۳۹۸ ایران

۱۱ ژانویه (۲۱ دی ۱۳۹۸)
- اعتراضات دی ۱۳۹۸ ایران، به‌دنبال سرنگون کردن پرواز شماره ۷۵۲ هواپیمایی بین‌المللی اوکراین شکل گرفت.
- سفیر انگلیس در ایران دستگیر و اندکی بعد آزاد شد.

۱۲ ژانویه (۲۲ دی ۱۳۹۸)
- صدها ایرانی پس از اعتراف دولت به سرنگونی هواپیمای اوکراین به دلیل خطای انسانی، در اعتراض به ضد دولت شرکت کردند.
- کیمیا علیزاده که در مسابقات المپیک تابستانی ۲۰۱۶ در مسابقات تکواندو مدال برنز گرفت، راهی کشوری ناشناخته شده‌است. مشخص نیست که او در المپیک تابستانی ۲۰۲۰ شرکت خواهد کرد

۲۲ ژانویه
- افراد مسلح نقابدار، عبدالحسین مجدمی، رئیس یک واحد از سپاه پاسداران، رهبر امنیت محلی را می‌کشند.

۲۷ ژانویه (۷ بهمن ۱۳۹۸)
- پرواز شماره ۶۹۳۶ کاسپین

### فوریه
۹ فوریه (۲۰ بهمن ۱۳۹۸)
- برف و بوران ۱۳۹۸ گیلان

۱۹ فوریه (۳۰ بهمن ۱۳۹۸)
- اولین مورد ویروس کرونا در قم تأیید شد و این نشان دهنده آغاز همه‌گیری در کشور بود.

۲۱ فوریه
- برگزاری انتخابات مجلس شورای اسلامی.

۲۳ فوریه
- زمین‌لرزه ۱۳۹۸ آذربایجان غربی

۲۹ فوریه
- ۴۳ نفر جان خود را از دست داده و ۵۹۳ نفر به ویروس کرونا آلوده شدند.

### آوریل
۲۲ آوریل (۳ اردیبهشت ۱۳۹۹)
- پرتاب ماهواره نور

### مه
۱ مه (۱۲ اردیبهشت ۱۳۹۹)
- غرق‌شدن مهاجران اهل افغانستان در هریرود

۱۰ مه (۲۱ اردیبهشت ۱۳۹۹)
- سانحه شناور پشتیبان کنارک، موشک ضد کشتی به شناور پشتیبان کنارک اصابت کرد، ۱۹ کشته و ۱۵ نفر از خدمه کنارک را زخمی کرد.

۲۳ مه (۳ خرداد ۱۳۹۹)
- اعتراضات غیزانیه، به وضعیت بد آب آشامیدنی و انجام نشدن طرح آبرسانی و بی‌مسئولیتی بخشداری و مدیران آبفا روستایی اهواز و عملی‌نشدن وعده‌های استاندار، رخ داد که با حضور نیروهای پلیس و شلیک «گلوله‌های ساچمه‌ای» و گاز اشک‌آور منجر به مجروح شدن عده‌ای گشت.

### ژوئن
۲۵ ژوئن
- اولین انفجار در سال ۲۰۲۰ ایران رخ داد

۲۶ ژوئن
- انفجاری در تأسیسات گروه صنعتی شهید باکری که در خارج از تهران واقع است رخ داد که محل استقرار موشک‌های خجیر است.

### ژوئیه
۲ ژوئیه (۱۲ تیر ۱۳۹۹)
- حادثه نطنز رخ داد. در این حادثه یکی از ساختمان‌های تأسیسات هسته‌ای نطنز دچار انفجار و آتش‌سوزی شد.

۱۴ ژوئیه (۲۴ تیر ۱۳۹۹)
- هشتگ اعدام نکنید، در اعتراض به حکم اعدام سه جوان ایرانی در توییتر و اینستاگرام راه افتاد.

۱۶ ژوئیه (۲۶ تیر ۱۳۹۹)
- اعتراضات تیر ۱۳۹۹ ایران، در ۲۶ تیر ۱۳۹۹ در شهرهای بهبهان، شیراز و بخش‌هایی از استان خراسان رضوی در حمایت از سه جوان محکوم به اعدام از دستگیرشدگان اعتراضات آبان ۱۳۹۸ صورت گرفت.

### اوت
۵ اوت (۱۵ اَمرداد ۱۳۹۹)
- مصطفی صالحی اعدام شد.

### سپتامبر
۱۲ سپتامبر (۲۲ شهریور ۱۳۹۹)
- نوید افکاری اعدام شد.

### اکتبر
۲۷ اکتبر (۶ آبان ۱۳۹۹)
- غرق‌شدن مهاجران اهل ایران در کانال مانش

### نوامبر
۱۵ نوامبر (۲۵ آبان ۱۳۹۹)
- هشتگ کدام آبان برای یادآوری کشتار، سرکوب و بازداشت معترضان ایجاد شد.

### دسامبر
۳ دسامبر
- ایران از ۱ میلیون مورد مبتلا به COVID-19 پیشی می‌گیرد.

۲۰ دسامبر (۳۰ آذرماه ۱۳۹۹)
- واکسن بخرید هشتگی در اعتراض به نخریدن واکسن کرونا توسط حکومت ایران بود که مردم ایران ۳۰ آذرماه ۱۳۹۹ و همزمان در شب یلدا در توییتر استفاده کردند.

## رخدادهای طبیعی
۹ ژانویه (۱۹ دی ۱۳۹۸)
- سیل‌های دی‌ماه ۱۳۹۸ ایران مربوط به بارندگی‌های شدید ۱۹، ۲۰ و ۲۱ دی‌ماه ۱۳۹۸ بود که در چهار استان استان هرمزگان، فارس، سیستان و بلوچستان و خوزستان به وقوع پیوست. به گزارش هواشناسی جزیره قشم بارندگی در این جزیره رکورد بارش در کشور را شکست. در ۲۴ ساعت منتهی به سیلاب و آبگرفتگی در قشم، رقم ۱۰۱ و ۸ دهم میلیمتر بارندگی ثبت شد.

۹ فوریه (۲۰ بهمن ۱۳۹۸)
- برف و بوران ۱۳۹۸ گیلان از روز ۲۰ بهمن تا ۲۲ بهمن سراسر گیلان را درنوردید. در این روزها جبهه هوای سردی قطبی وارد شمال ایران شد که سبب بارش شدید برف گشت. استان گیلان بیشترین خسارات را از بارش برف متحمل شد. قطع برق، آب، گاز، راه‌بندان خیابان‌ها، پارگی سیم‌های برق، افتادن تیربرق‌ها، آتش‌سوزی تیربرق‌ها، اختلال در اینترنت و تلفن و سقوط بهمن از مشکلات و حوادث استان گیلان در این برف بود. ریزش برف و سقوط بهمن در گیلان ۸ کشته و ۱۴۷ مصدوم برجای گذاشت. برق ۹۰٬۰۰۰ خانوار گیلانی در طی این روزها بر اثر برف قطع شد.

۲۳ فوریه (۴ اسفند ۱۳۹۸)
- زمین‌لرزه ۱۳۹۸ آذربایجان غربی، حوالی قطور در آذربایجان غربی را لرزاند. این زلزله در عمق ۶٫۴ کیلومتری زمین رخ داد که در شهرهای تبریز، اسکو و ارومیه نیز احساس شد.

## جامعه

### حقوق بشر
کودک آزاری
مدیرکل بهزیستی استان یزد از ثبت ۴ هزار و ۹۸ مورد کودک آزاری در طی سال ۱۳۹۹ در این استان خبر داد. بر اساس تعریف سازمان جهانی بهداشت، هرگونه بدرفتاری فیزیکی، عاطفی، سوءاستفاده جنسی، غفلت یا رفتار همراه با بی‌توجهی یا بهره‌کشی که منجر به آسیب واقعی یا احتمالی به سلامت، بقاء، رشد یا کرامت کودک در زمینه روابط یا مسئولیت، اعتماد یا قدرت شود، کودک آزاری محسوب می‌شود.

## ورزش

### فوتبال
لیگ برتر
آسیا

## درگذشتگان

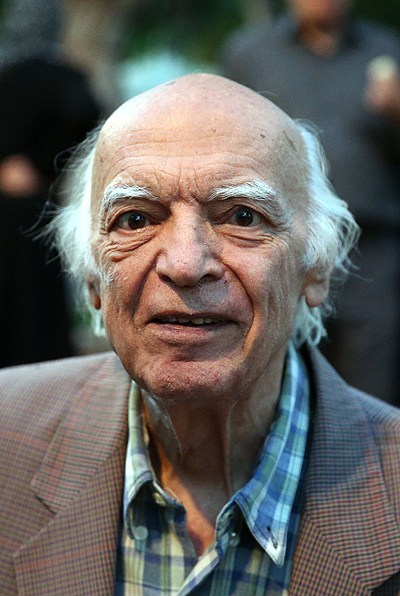
نجف دریابندری ۱۵ اردیبهشت
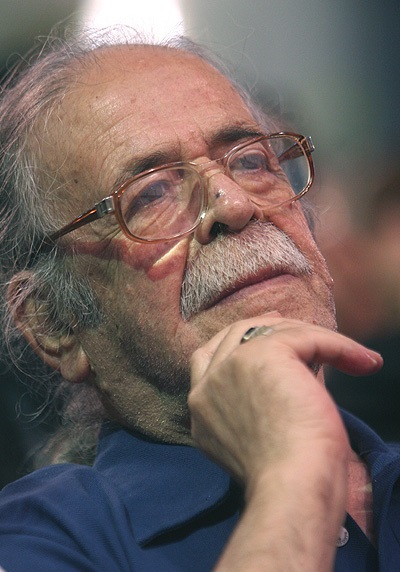
محمدعلی کشاورز ۲۵ خرداد
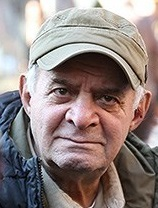
سیروس گرجستانی ۱۲ تیر
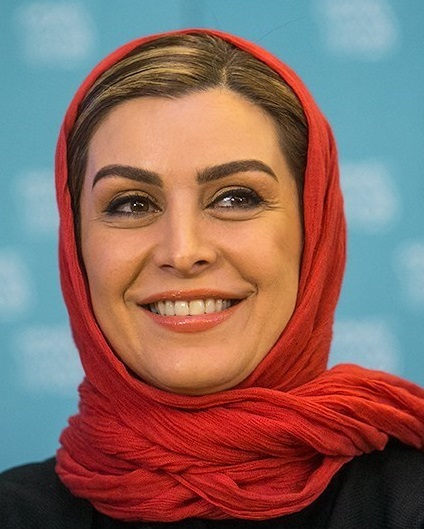
ماه‌چهره خلیلی ۱۷ مرداد
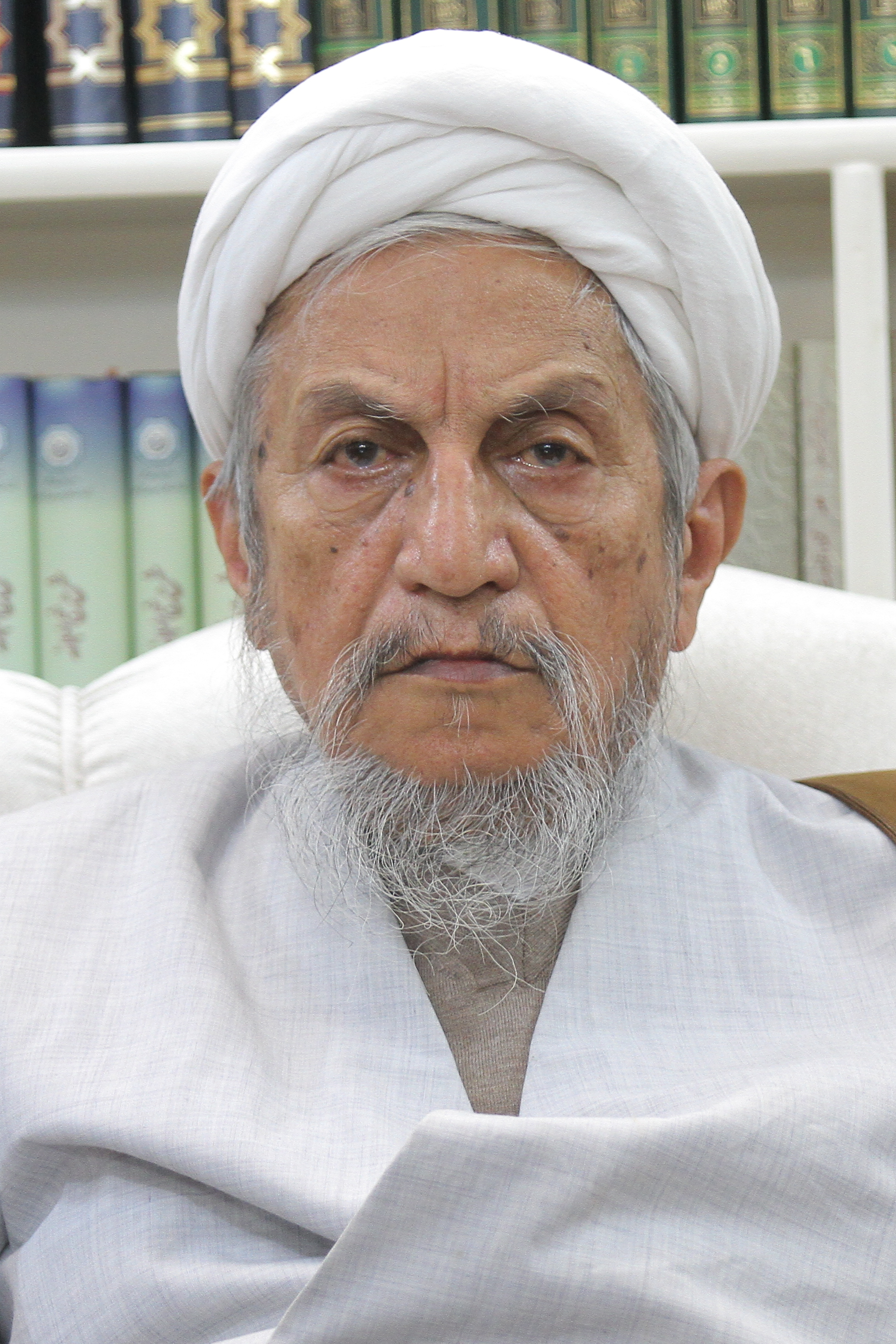
یوسف صانعی ۲۲ شهریور
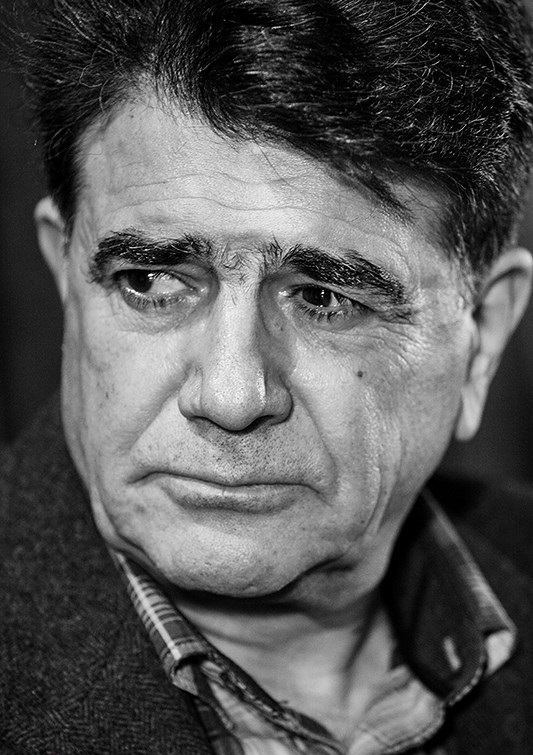
محمدرضا شجریان
 ۱۷ مهر

## مسئولان
- رهبر جمهوری اسلامی ایران: سید علی خامنه‌ای
- رئیس‌جمهور ایران: حسن روحانی
- مجلس شورای اسلامی: علی لاریجانی (تا ۲۸ مه), محمدباقر قالیباف (از ۲۸ مه)
- قوه قضائیه جمهوری اسلامی ایران: سید ابراهیم رئیسی